# Balloo
Balloo é uma aldeia pertencente ao município de Aa en Hunze, na província de Drente, Países Baixos.
Tem uma população de, aproximadamente, 148 habitantes.